# Kagava prefektúra
Kagava prefektúra (japánul 香川県, Kagava ken) Japán legkisebb területű prefektúrája. Sikoku szigetén található, székhelye Takamacu.

## Történelem
Kagava régebben Szanuki tartomány néven volt ismert. 1876. augusztus és 1888. december között egy rövid ideig Ehime prefektúrának a részét képezte.

### Jasimai csata
A Jasima-hegy, ami a prefektúra fővárosában található, csatatere volt az egyik legjobban ismert küzdelemnek, a Heike és Gendzsi klánok közötti viszálynak.

## Földrajz
Kagava prefektúra Sikoku északkeleti sarkát foglalja magába; nyugaton Ehime, délen Tokusima prefektúrával határos, északon a Szeto-beltenger határolja, a túlparton Okajama prefektúrával. A Szanuki hegyek Kagava déli határán futnak végig.
Japán prefektúrái közül Kagava legkisebb területű.
2012. április 1-je óta a prefektúra teljes földterületének 11%-át Természeti Parknak jelölték, köztük található például a Szeto-beltenger Nemzeti Park és az Ótaki-Ókava Prefekturális Természeti Park.

## Városok
Kagava prefektúrában 8 si rangú város található:
- Higasikagava
- Kanondzsi
- Marugame
- Mitojo
- Szakaide
- Szanuki
- Takamacu (székhely)
- Zencúdzsi

Térkép Kagava prefektúráról

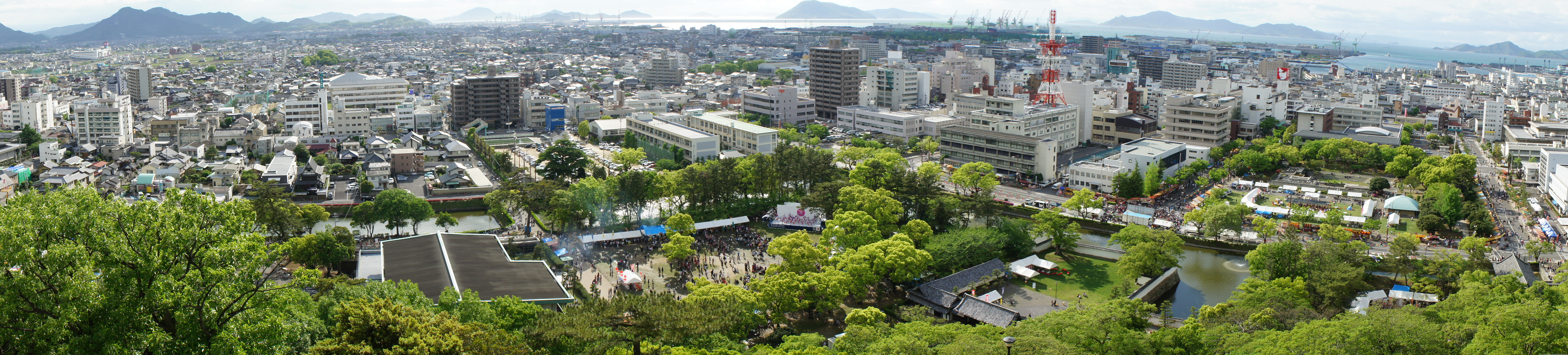
Marugame

A körzetek és a csó rangú települések:
- Ajauta körzet
  - Ajagava
  - Utazu
- Kagava körzet
  - Naosima
- Kita körzet
  - Miki
- Nakatado körzet
  - Kotohira
  - Mannó
  - Tadocu
- Sózu körzet
  - Sódosima
  - Tonosó

### Takamacu

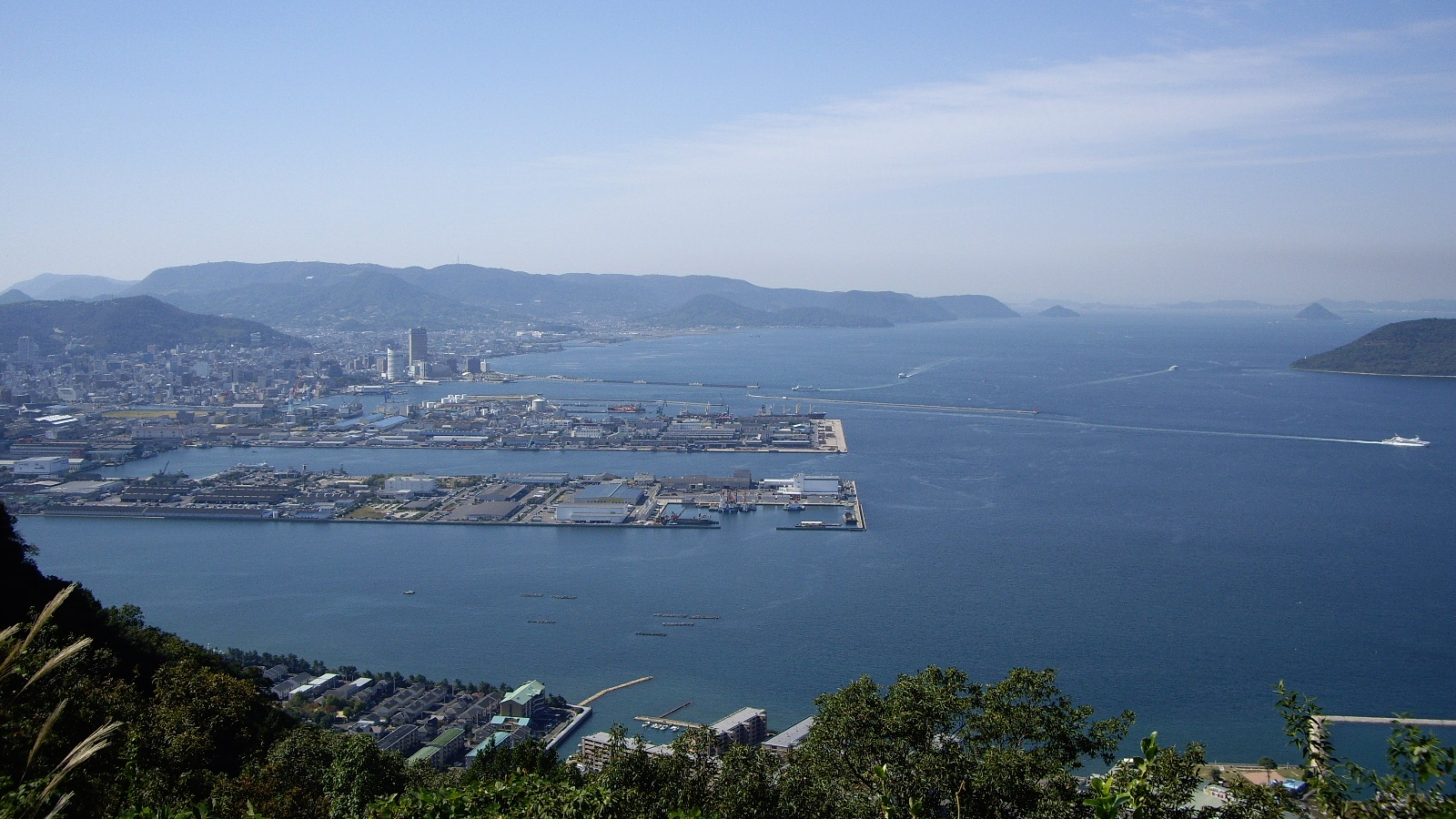
Takamacu

Takamacu Kagava prefektúra székhelye, ugyanakkor a legfőbb közlekedési csomópont Sikoku és a külvilág között. A város azután kezdett terjeszkedni, hogy Ikoma Csikamasza 1588-ban felépítette itt várkastélyát, melynek romjai ma is láthatók. Amikor a Tokugava sógunok 1600-ban magukhoz ragadták a hatalmat, a környező hűbérbirtokokat a rokoni Macudaira családnak adományozták. A család csaknem egy évszázadon át építette a hat tavat és 13 mesterséges dombot magába foglaló, 54 hektáros Ricurin parkot, a város fő nevezetességét. Takamacu kikötője Sikoku bejárataként történelmi jelentőségű csaták helyszíne volt: például itt ütközött meg a Minamoto és Taira család 1185-ben. A városban található a Heike monogatari viaszpanoptikuma. Takamacuhoz közel van Sikoku mura (Sikoku faluja), több, eredeti állapotban megmaradt épülettel, köztük egy szabadtéri kabuki-színházzal, egy függőhiddal és zsúptetős házakkal.

### Kotohira

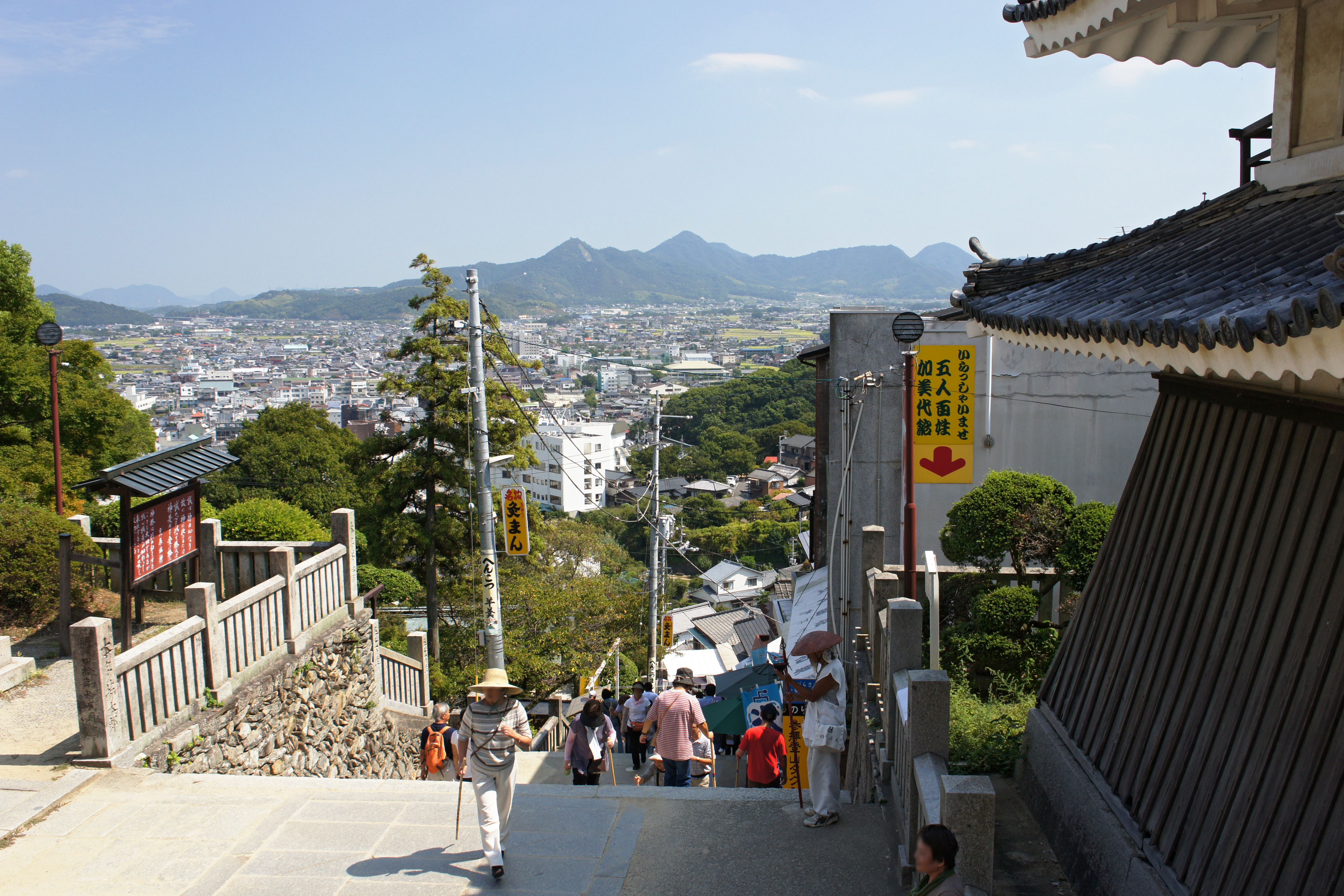
Kotohira

Vonattal a bájos, nagy múltú Kotoden vasútvonalán juthatunk el Takamacuból Kotohirába. Egy híres szentélyegyüttes található itt, melynek neve Kotohiragú, a tengerjárók védőszentélye, melyet egyszerűen Konpira-szannak, a tengerészek védőszentjének becéznek. Évszázadok óta zarándokok célállomása, napjainkban pedig évente négymillió látogató keresi föl. Azt mondják, állítólag jó szerencsét hoz a halászokra és a tengerészekre.
A 785 lépcső megmászása után (lehetséges gyaloghintót bérelni az útra) a látogató felér a csipkés hegyoldalon a szentélyhez, ahol gyönyörű látvány tárul elé. Az épületegyüttesen belül az Aszahi-szentély szilfából épült, amely igen alkalmas domborművek faragására. A közeli Omote Soinban Marujama Ókjo híres paravánfestményeit őrzik. Az első zen-energiától duzzadó testes tigriseket ábrázol, a másodikba bele van komponálva a terem sarkában alázúduló vízesés.
A városban található egy régi, fából készült kabuki-színház is, amit Kanamaruzanak hívnak.

## Fúziók

### Fúziók 1999. április 1-jétől napjainkig
- 2002. április 1. – Ókava, Nagao, Szangava, Sido és Cuda városai (mind az Ókava körzet nyugati részéről) összeolvadtak és létrehozták a Szanuki nevezetű várost;
- 2003. április 1. – Hiketa, Ócsi és Sirotori városai (mind az Ókava körzet keleti részéről) összeolvadtak és létrehozták a Higasikagava nevezetű várost. Az Ókava körzet megszűnt létezni ennek az összeolvadásnak a következtében;
- 2005. március 22. – Ajauta és Hanzan városai (mindkettő a Ajauta körzetből) összeolvadtak, és létrehozták a Marugame nevezetű terjedelmes várost;
- 2005. szeptember 26. – Sionoe város (Kagava körzetből) beolvadt a Takamacu nevezetű bővített városába;
- 2005. október 11. – Ónohara és Tojohama városai (mindkettő a Mitojo körzetből) összeolvadtak és létrehozták a Kan'ondzsi nevezetű várost.
- 2006. január 1. – Mino, Nio, Szaita, Takasze, Takuma, Tojonaka és Jamamoto városai (mind a Mitojo körzetből) összeolvadtak és létrehozták a Mitojo nevű várost. A Mitojo körzet megszűnt létezni ennek az összeolvadásnak a következtében;
- 2006. január 10. – Adzsi és Mure városai (mindkettő a Kita Körzetből), Kagava és Kónan városai (mindkettő a Kagava körzetből) és a Kokubundzsi város (Ajauta körzetből) beolvadtak Takamacu bővített városába;
- 2006. március 20. – Csúnan és Kotonami városai (mindkettő a Nakatado körzetből) beolvadtak Mannó nevezetű kibővített városába;
- 2006. március 21. – Ikeda és Ucsinomi városai (mindkettő a Sózu körzetből) összeolvadtak és létrehozták a Sódosima nevű várost;
- 2006. március 21. – Ajakami és Rjónan városai (mindkettő a Ajauta körzetből) összeolvadtak és létrehozták az Ajagava nevezetű várost.

## Ételek

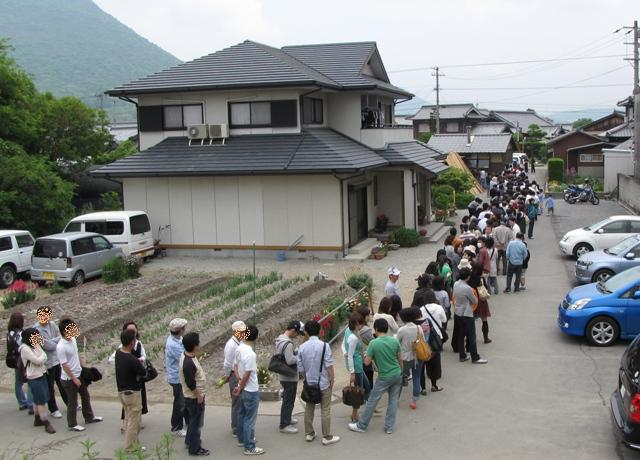
Emberek, ahogy sorban állnak udonért Kagavában

A leghíresebb helyi étel Kagava prefektúrában a Szanuki-udon, ami egy sajátos udon tésztafajta. 2008-ban több mint 700 udon-vendéglő volt található csak ebben a prefektúrában.
Kagava nem csak az udon miatt híres, hanem a „hone-cuki-dori” miatt is, ami főzött, fűszerezett, csontos csirkecomb. Ez a különleges étel Marugame városból ered, és gyorsan nagyon népszerű lett az izakaja vendéglők sorában egész Japán-szerte.
Kagavai élelmiszerként kerültek elismerésre az olajbogyók és az olajbogyókhoz kapcsolódó termékek is. A legelső hely, ahol sikeresen termesztettek olajbogyót Japánban, az Kagava prefektúra volt. Így Kagava volt az a hely, ahol már 1908 óta olajbogyókkal kapcsolatos termékeket kezdtek el készíteni. A minőségi olívaolaj annyira népszerű és kedvelt lett mind japán, mind nemzetközi körökben, hogy díjat is nyert úgy hazai, mind nemzetközi szinten is. Az olajbogyó préseléséből származó szerves anyagokat a szarvasmarha és a sárgafarkú fattyúmakréla takarmányaként is használják: az eben a takarmányban található nagy mennyiségű polifenol miatt a hús nem oxidálódik könnyen, s nem veszít olyan hamar a színéből sem.
Más helyi specialitások a vaszabon édességek, a sómen tészták és a sóju szójaszósz.

## Népesség
Kagava a 40. legnépesebb prefektúra Japánban. Népessége megközelíti az egy milliót, ami az ország összlakosságának a 0,8%-át teszi ki. A népsűrűség szempontjából országszerte a 11. helyet foglalja el, 540 fő négyzetkilométerenként.

## Oktatás

### Egyetemek
- Kagavai Egyetem (Takamacu)
- Kagava Prefekturális Egészségtudományi Főiskola
- Sikoku Gakuin Egyetem (Zencúdzsi)
- Takamacui Egyetem
- Tokusima Bunri Egyetem (Szanuki)

## Sport
- Kagawa Olive Guyners (baseball)
- Kagawa Five Arrows (kosárlabda)
- Kamatamare Sanuki (labdarúgás)
- Shikoku Eighty 8 Queen (röplabda)
- Kagawa Ice Fellows (jégkorong)

## Turizmus
Kotohira
- Kanamaruza kabukiszínház
- Konpira-szentély

Mannó
- Mannó-tó
- Szanuki Mannó Nemzeti Park

Marugame
- Marugamei várkastély

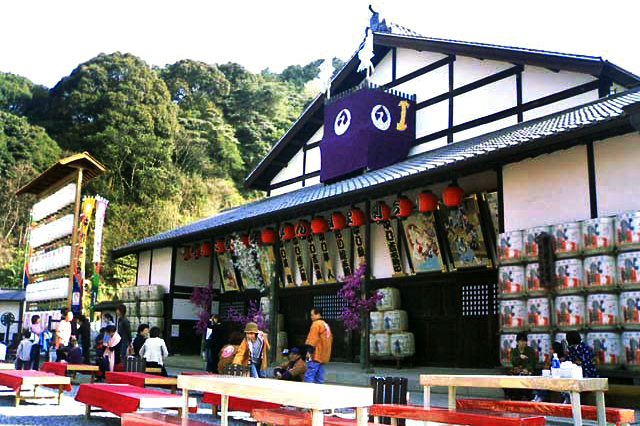
A Kanamaruza kabukiszínház

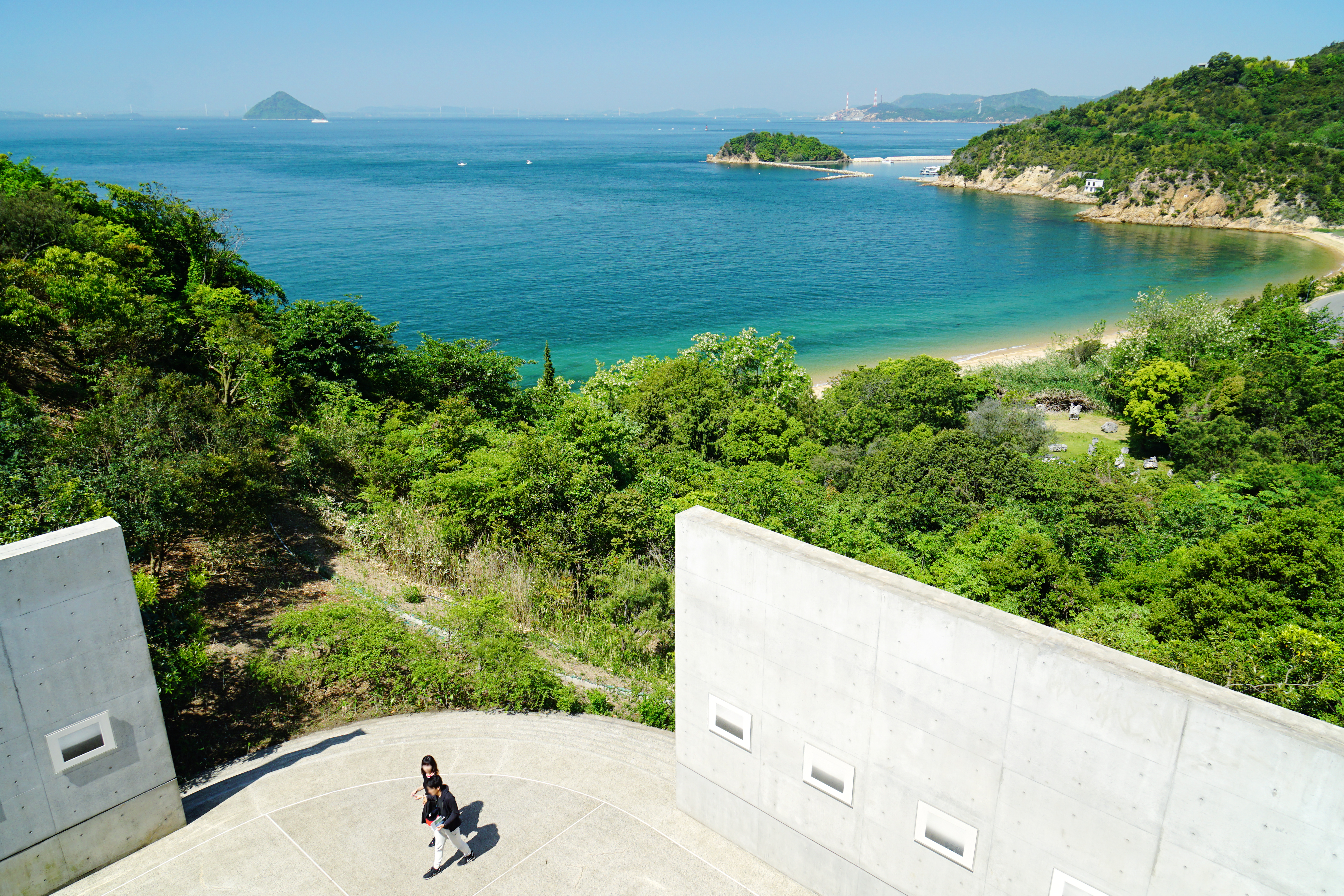
A Benesse-ház, Naosima

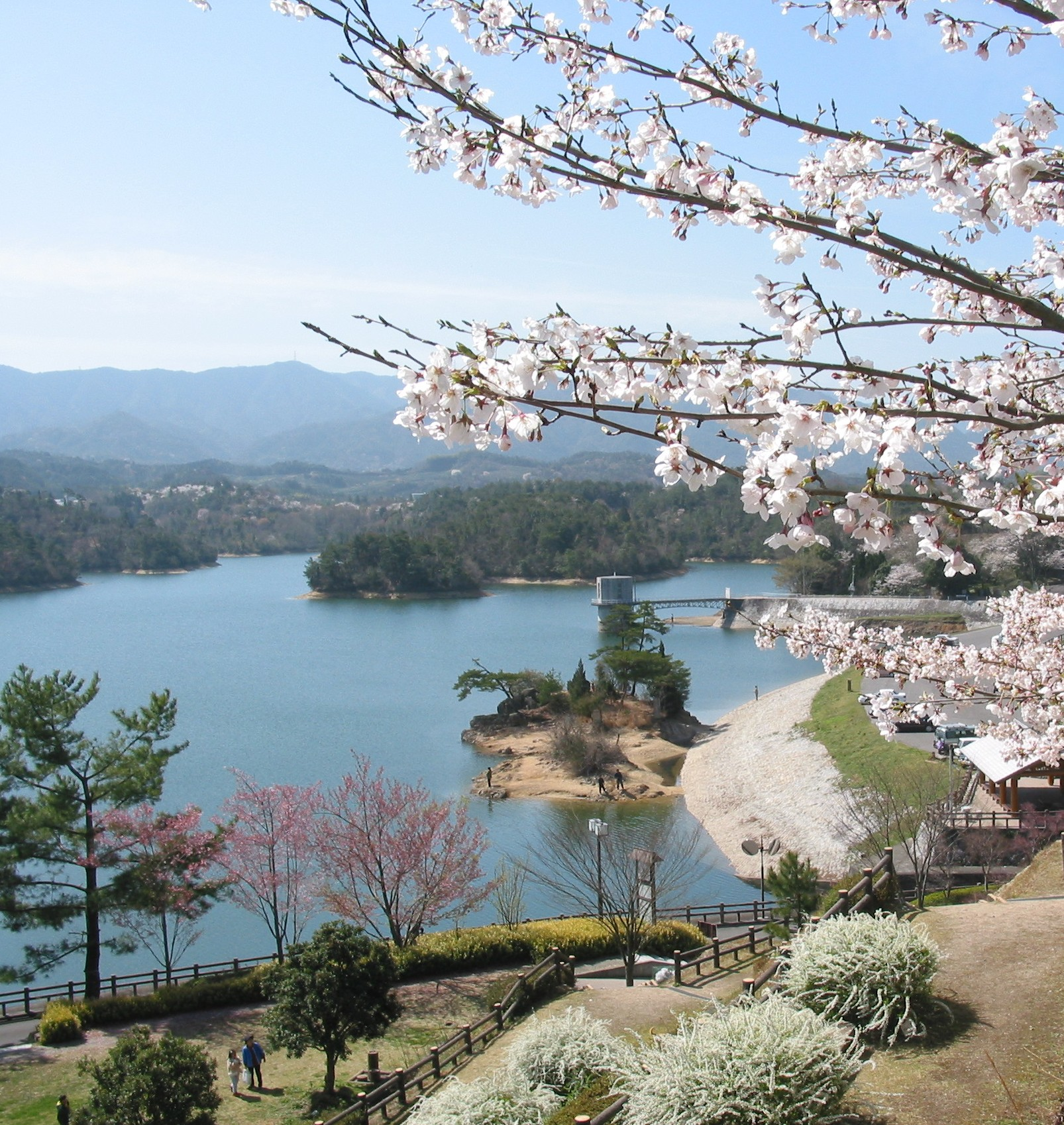
A Mannó-tó

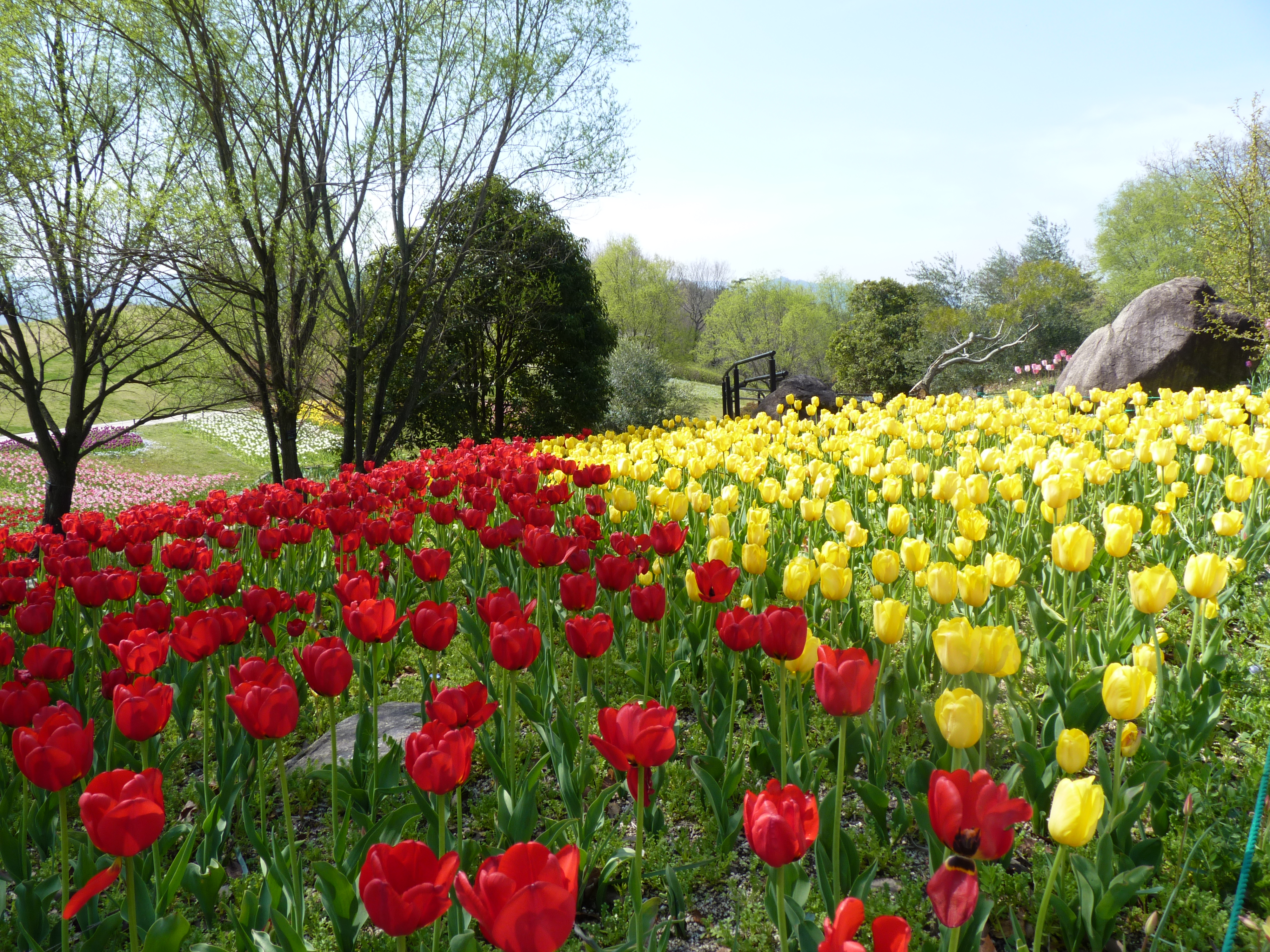
A Szanuki Mannó Nemzeti Park

- Marugame Inokuma Genicsiró Kortárs Művészeti Múzeum

Naosima sziget
- Ando Múzeum
- Benesse-áz
- Chichu Művészeti Múzeum
- Lee Ufan Múzeum

Szeto-beltenger Nemzeti Park
Sikokui zarándoklat

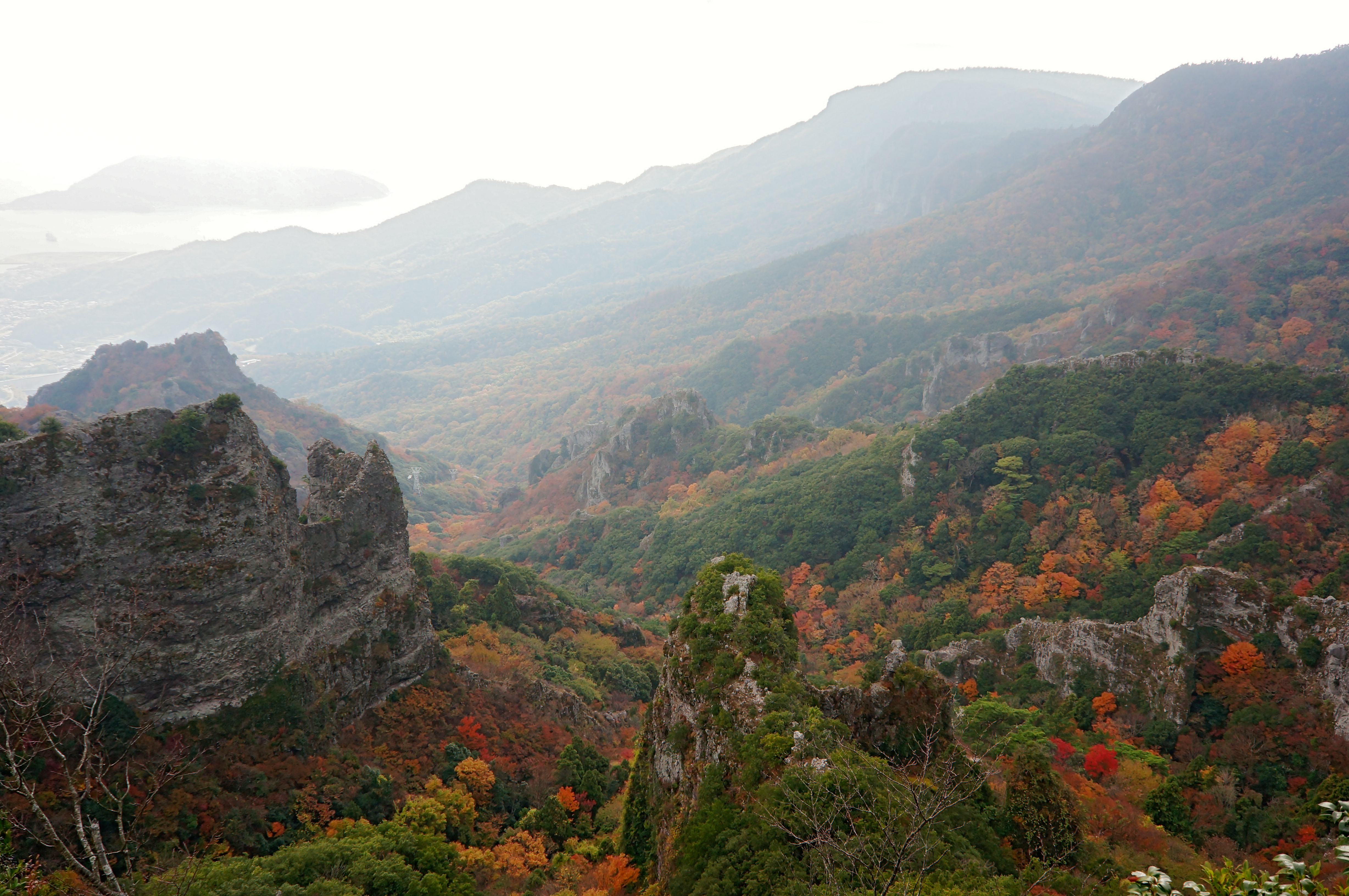
Kankakei

- Zencú-dzsi, Motojama-dzsi, Jasima-dzsi, stb

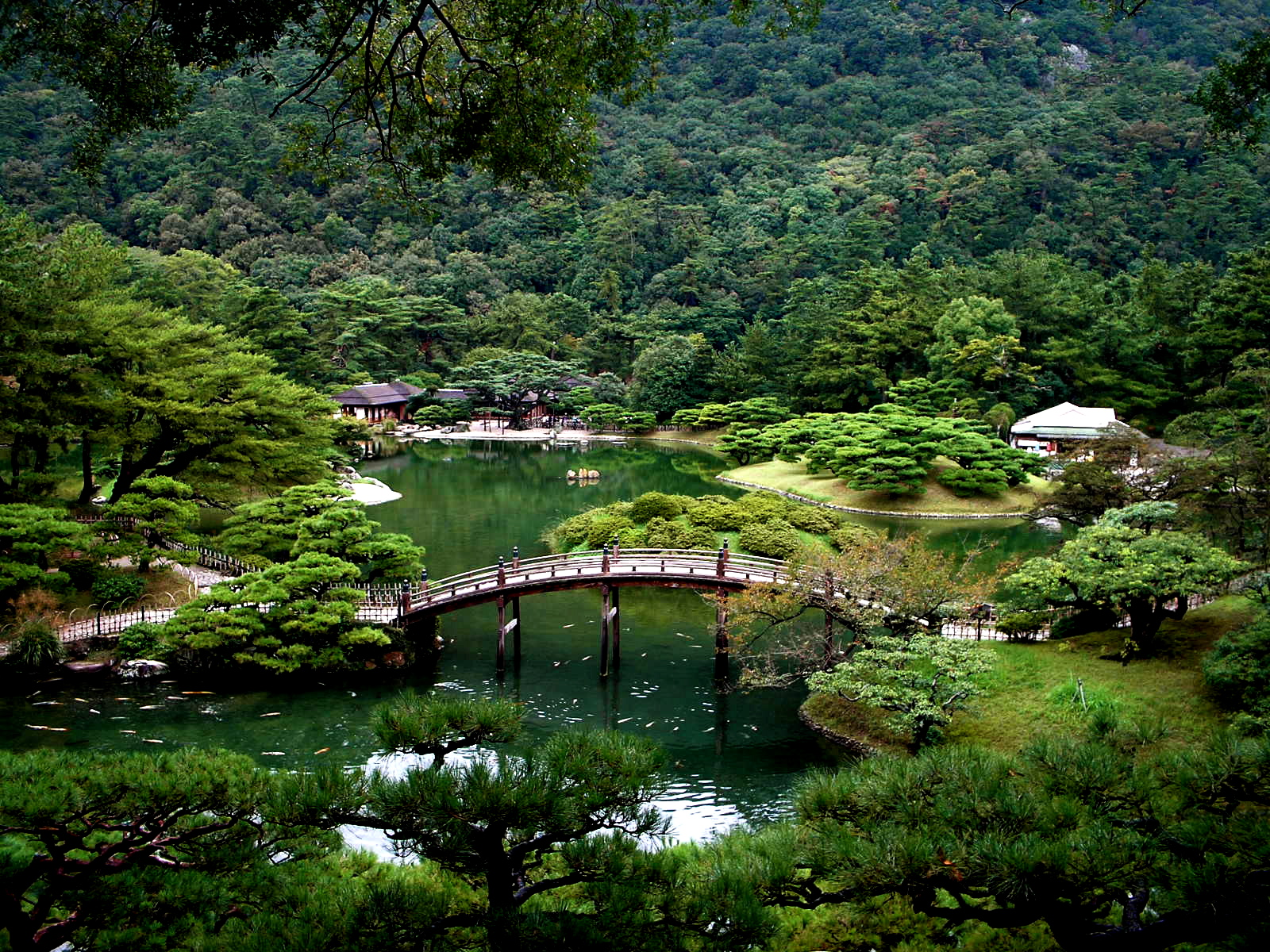
A Ricurin-kert

Sódosima
- Kankakei-kanyon
- Sódosimai Olíva Park

Takamacu
- Megidzsima és Ogidzsima
- Ricurin-kert
- Takamacui várkastély
- Jasima, a jasimai csata helyszíne

Tesima sziget
- Sima konyha
- Tesimai Művészeti Múzeum

## Közlekedés

### Vasúti
JR Shikoku
- Honsi-Biszan vasútvonal
- Joszan vasútvonal
- Doszan vasútvonal
- Kotoku vasútvonal

Kotoden (Takamacu Kotohira elektromos vasút)
- Kotohira vasútvonal
- Sido vasútvonal
- Nagao vasútvonal

### Busz

#### Indulás Takamacuból
- Tokió állomás
- Sindzsuku (Tokió)
- Tokió Disneyland
- Hacsiódzsi
- Jokohama
- Nagoja
- Kiotó állomás
- Oszaka
  - Umeda
  - Namba
- Kanszai Nemzetközi Repülőtér
- Kóbe
  - Szannomija
  - Maiko Buszállomás
- Tokusima
- Kócsi
- Macujama
- Javatahama
- Hirosima
- Fukuoka
  - Kokura állomás
  - Hakata állomás
  - Tendzsin állomás

### Közúti

#### Autópálya
- Szeto Csúó autópálya
- Takamacu autópálya
- Macujama autópálya

#### Nemzeti autópálya
- 11-es útvonal (Tokusima-Takamacu-Marugame-Niihama-Macujama)
- 30-as útvonal
- 32-es útvonal (Takamacu-Kotohira-Kócsi)
- 193-as útvonal
- 318-as útvonal
- 319-es útvonal
- 377-es útvonal
- 436-os útvonal
- 438-as útvonal

### Kikötők
- Takamacu kikötő – komp útvonal Uno fele, Tonosó (Sódosima Sziget), Kobe, Naosima
- Marugame kikötő
- Tadocu kikötő
- Tonosó kikötő – komp útvonal Okajama, Himedzsi, Kóbe és Oszaka fele.

### Repülőterek

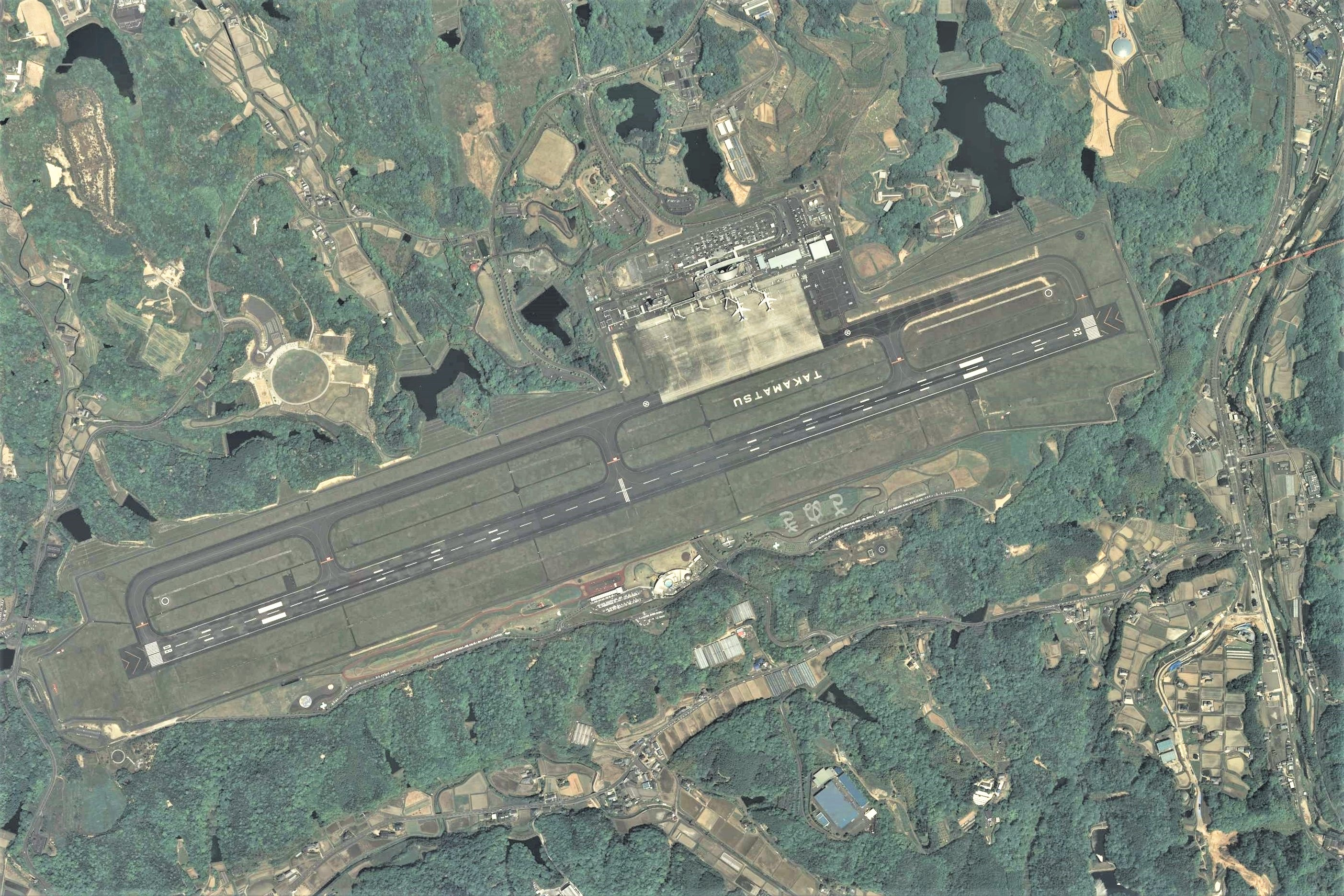
Légi felvétel a takamacui repülőtérről

A prefektúrának egyetlen repülőtere van, a takamacui repülőtér.

## A népi kultúrában
Takami Kósun Battle Royale című regénye a Kagava prefektúrában található kitalált városban, Siroivában játszódik. A Szeto-beltengerben lévő Okisima, a valóságban nem létező sziget ad otthont a regény nagy részének. Siroiva a mangában is Kagava prefektúrában található, viszont a filmben „átköltöztették” Kanagava prefektúrába.
A Kagava prefektúrában található Takamacu szintén helyszíne a Murakami Haruki által írt Kafka a tengerparton című könyvnek, és szintén ebben a prefektúrában játszódik a Poco's Udon World, a My Bride is a Mermaid és a Yuki Yuna is a Hero című anime is.

## Képek

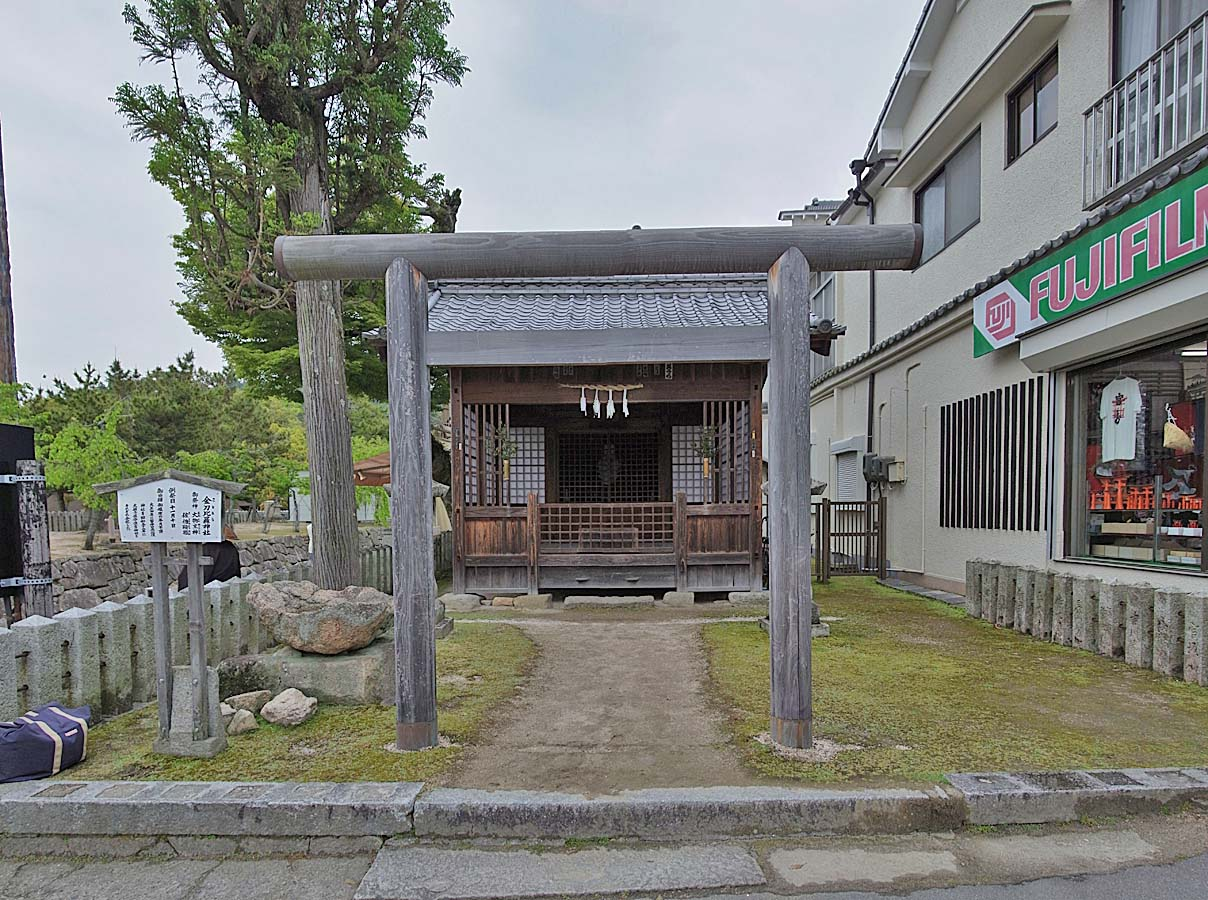
A Konpira-szentély (金毘羅神社)
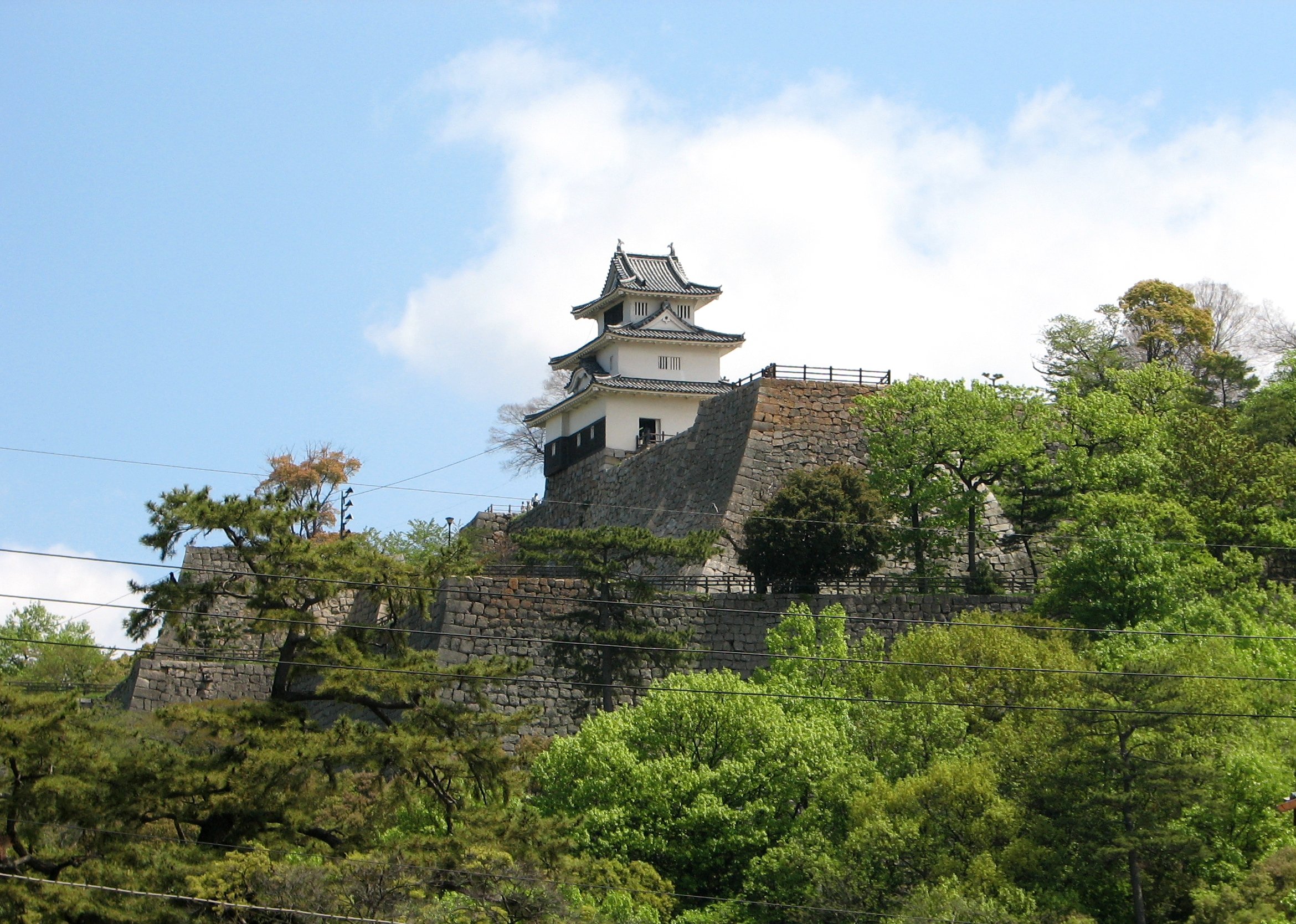
A marugamei várkastély (丸亀城)
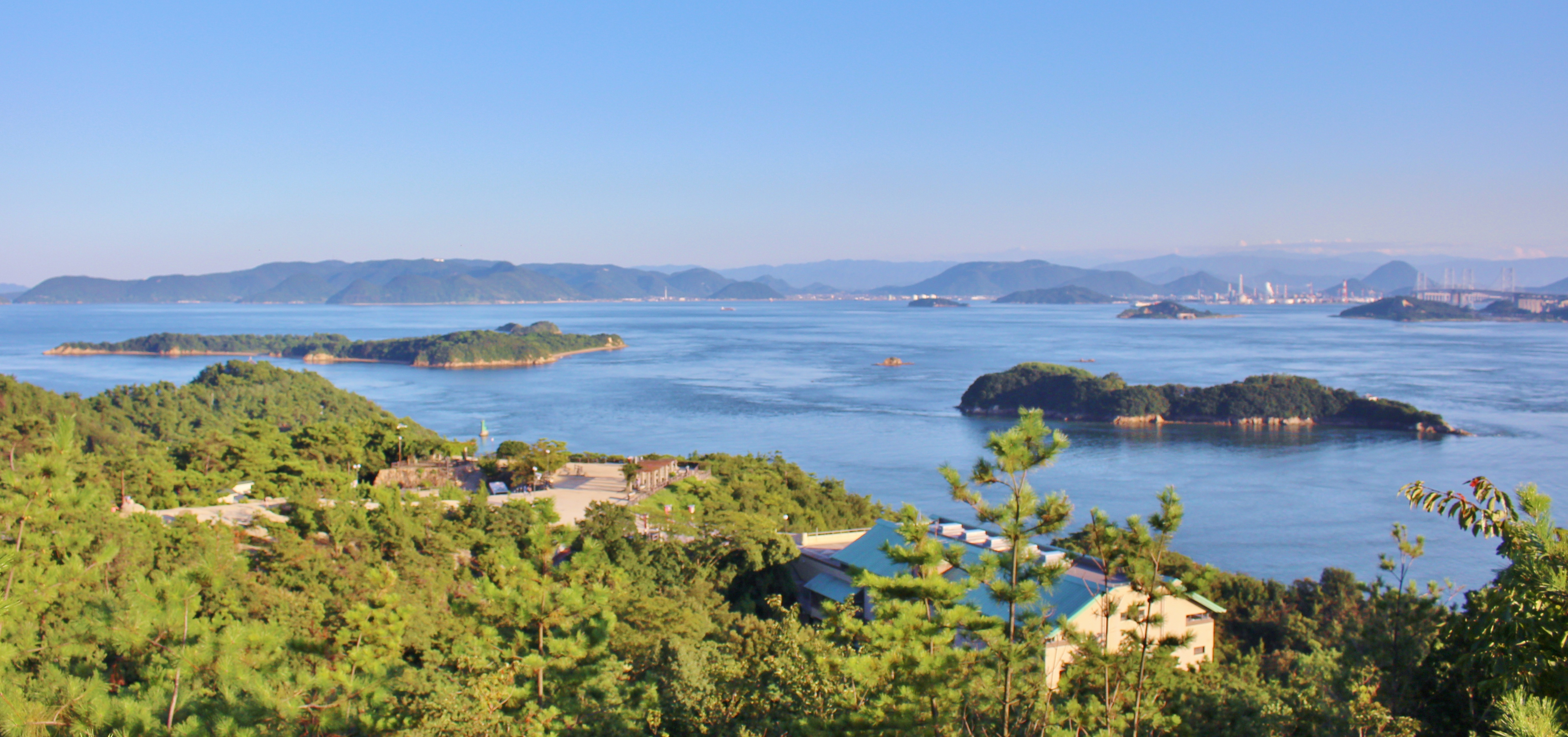
A Szetonaikai Nemzeti Park
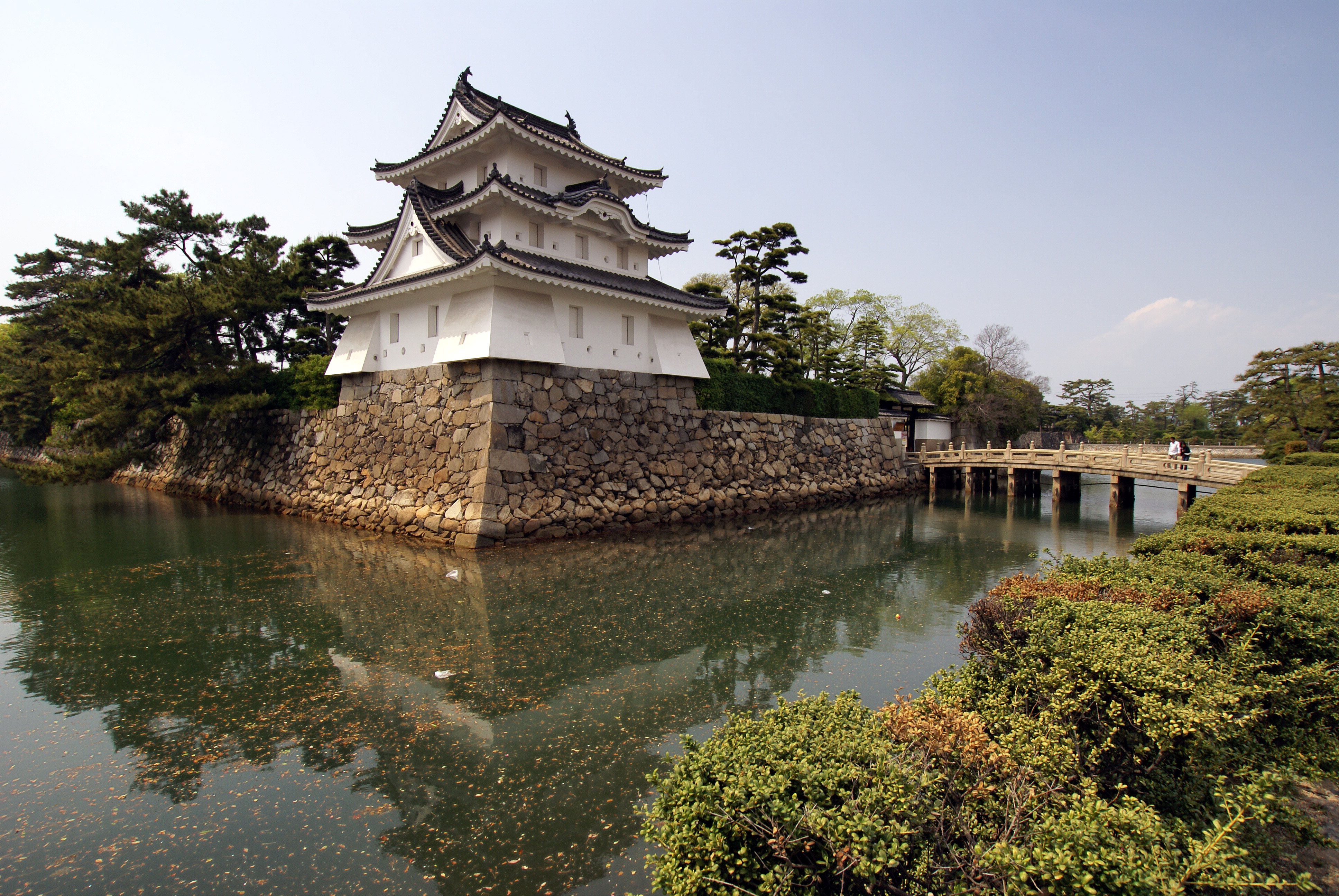
A takamacui várkastély